# Cimbrer

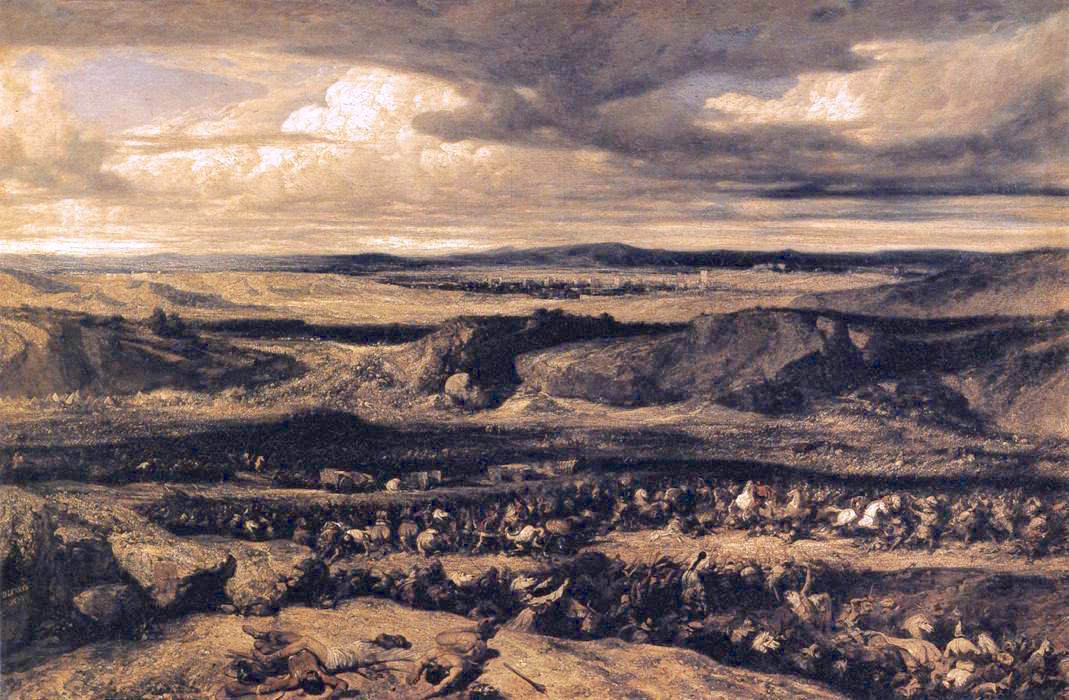
Cimbrernas nederlag. Målning av Alexandre-Gabriel Decamps

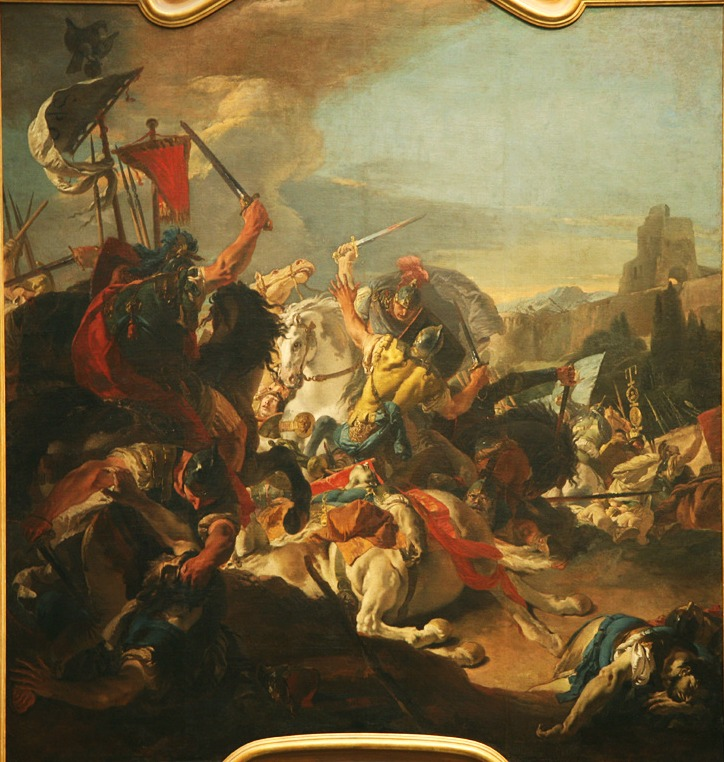
Slaget vid Vercellae. Målning av Giovanni Battista Tiepolo

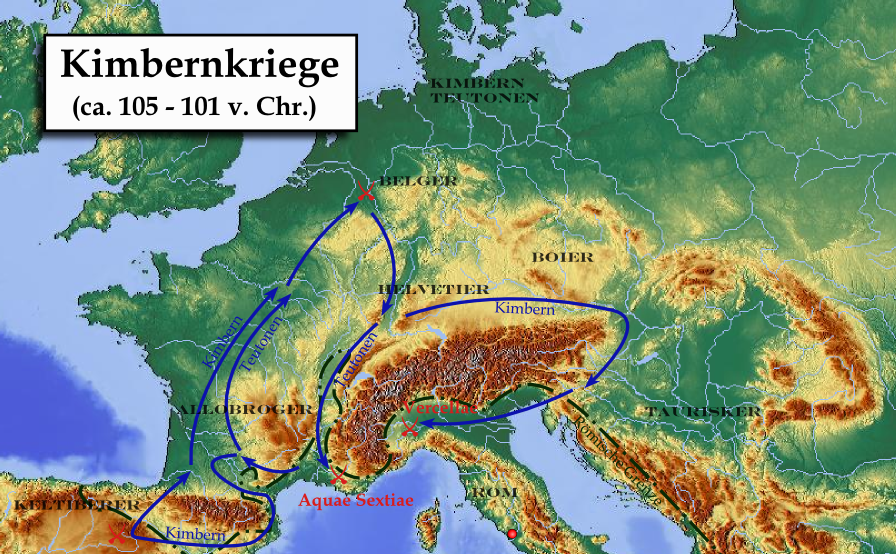
Cimbrernas vandringar

Cimbrer, eller kimbrer, var ett talrikt och mäktigt germanskt folk vars hemland av antika författare  förläggs till Cimbriska halvön, det vill säga till det som i dag är Jylland (jämför Himmerland).

## Historik
Mot slutet av andra århundradet f. Kr. utvandrade större delen av folket med kvinnor och barn för att i sydligare trakter söka sig nya bostäder. När de 113 f. Kr. visade sig i Noricum, nuvarande Steiermark och Kärnten i Österrike, drog de sig på romersk uppmaning tillbaka men blev vid Noreia försåtligt överfallna av romarna, vilka emellertid led ett blodigt nederlag.
Vägen till Italien stod nu öppen, men cimbrerna vände sig mot Gallien. Där slog de 109 f. Kr. i grund en romersk här. Först sedan ytterligare några romerska härar besegrats, bland annat vid Arausio (Orange, Sydfrankrike) 105 f.Kr., tågade cimbrerna in i Italien.
Slutligen besegrades cimbrerna och deras kung, Boiorix, av den romerske fältherren Marius vid Vercellae (Vercelli, Norditalien) 101 f.Kr. Därmed var denna folkstam förintad.
Cimbrerna har flera gånger sagts ha ursprung och samband med nordligaste Jylland – alternativt Himmerland. Kopplingarna till Himmerland har inte bekräftats av genetiska jämförelser mellan ättlingar på Jylland och i norra Italien.